# 天主教巴尼亞盧卡教區
天主教巴尼亞盧卡教區（拉丁語：Dioecesis Bania Lucensisis）是波斯尼亞和黑塞哥維納一個羅馬天主教教區，屬薩拉熱窩總教區。1881年7月5日升為教區。
範圍包括波斯尼亞西北部，教座位於塞族共和國首都巴尼亞盧卡。2006年有教友39,792人（估轄區人口7.2%）、48個堂區、68名司鐸。現任教區主教為弗蘭尼奧·科馬利察。